# Rassemblement van Osnabrück
Het Rassemblement van Osnabrück was een poging in 1796 om de verslagen troepen van de Republiek der Zeven Verenigde Nederlanden te hergroeperen in de omgeving van Osnabrück.
Op 19 juli 1795, na de nederlaag tegen de Fransen, gaf de naar Engeland gevluchte Nederlandse stadhouder Willem V van Oranje-Nassau aan zijn tweede zoon (prins Frederik) instructie om de troepen samen te trekken in het keurvorstendom Hannover. De kern van deze troepen werd gevormd door de resten van het Staatse leger en Franse emigranten.
Op 4 augustus 1795 verklaarde koning Frederik Willem II van Pruisen dit rassemblement onverenigbaar met de Vrede van Bazel (1795), waarna de troepen zich verspreidden naar andere plaatsen in Hannover.
Van augustus tot oktober werden nog troepen geworven in het hertogdom Westfalen, in naam voor de Prins van Oranje, maar in feite voor de Engelsen (ook genaamd Rassemblement van Emmerik). Ook deze troepenverzameling werd ontbonden.